# XXX (Scialpi)
XXX è un album del cantante Scialpi pubblicato nel 1994 dalla RTI Music. 
Composto interamente da inediti, e anticipato dal singolo Baciami, si tratta del primo disco di Scialpi realizzato con la RTI Music.

## Tracce
1. Esagerato
2. Lù
3. Nuvole nere
4. Baciami
5. Donna
6. Bidi bodi bidi bù
7. Il falco e il lupo
8. Un eroe
9. Pecorelle smarrite
10. Anima
11. Da bambino

## Formazione
- Scialpi - voce
- Lanfranco Fornari - batteria
- Mauro Formica - basso
- Toti Panzanelli - chitarra elettrica
- Elvio Moratto - tastiere
- Claudia Arvati - cori
- Laura Arzilli - cori
- Ron Houck - cori
- Orlando Johnson - cori
- Belen Thomas - cori
- Gianpiero Martina - cori